# الشيخ حسن (الرقة)
الشيخ حسن قرية سورية تتبع ناحية عين عيسى في منطقة تل ابيض في محافظة الرقة. بلغ عدد سكانها 864 نسمة في عام 2004 حسب إحصاء المكتب المركزي للإحصاء.